# Zločin (dánský seriál)
Zločin nebo též Vražda (v dánském originále Forbrydelsen, výslovnost [fʌˈb̥ʁyðˀəlsən]IPA) je dánský kriminální seriál, premiérově vysílaný od ledna 2007 do listopadu 2012 na dánské veřejnoprávní televizní stanici DR1 ve formě tří řad. Koproducentem se stala společnost ZDF Enterprises a námětu i scénáře se zhostil Søren Sveistrup. Seriál byl postupně odvysílán ve více než 120 státech, včetně České republiky, kde jej od ledna 2013 poprvé uvedl program ČT2.
Hlavní vyšetřovatelka Sarah Lundová, v podání herečky Sofie Gråbølové, vyšetřuje v každé řadě vraždy spojené s politickými kruhy. V první z nich se děj odvíjí na úrovni lokální politiky před volbami do kodaňské radnice, druhá série se dotýká vládního patra s vhledem do úřadu ministra spravedlnosti, a třetí se zaměřuje na prostředí a vazby okolo úřadu dánského premiéra.
Jedna série obsahuje jeden příběh s chronologickým plynutím „dne za dnem“. Každý díl pak sleduje 24hodinový úsek. Průvodním znakem jsou radikální zvraty ve vyšetřování, temné prvky severské krimi i důraz na rozvoj děje více postav z blízkosti oběti.
Zločin dosáhl kladného mezinárodního ohlasu a pozitivních recenzí především ve Spojeném království, Německu i Nizozemsku. Zařadil se mezi kultovní seriály oceněné několika cenami včetně britské BAFTA a nominace na mezinárodní Emmy. V roce 2011 se stal předlohou pro vznik čtyř řad amerického remaku The Killing vysílaného v komerční kabelové televizi AMC. Knižně zpracovanou podobu každé řady vydalo nakladatelství Macmillan.

## Scénář
Tvůrce seriálu a hlavní scenárista Søren Sveistrup během psaní příběhu spolupracoval s herečkou Sofií Gråbølovou na tvorbě charakterového profilu její role – vyšetřovatelky Sarah Lundové, kterou jí psal od počátku přímo na tělo. Dánská umělkyně se především snažila o obranu postavy. V předešlé kariéře již měla z dánské televize zkušenost se ztvárněním emočně vyhraněných úloh. V roce 2002 spolupracovala se Sveistrupem na dramatickém seriálu Nikolaj og Julie (Nikolaj a Julie).

## Natáčení
Gråbølová od prvního momentu trvala na vytvoření postavy, která bude „samotářkou neschopnou komunikace s lidmi“. Obtížným se však stalo nalezení odpovídajícího vyvážení emocionálnosti odtažité kriminalistky, než si uvědomila, že jediní lidé, kteří se chovali podle stejného vzorce, a s nimiž se do té doby střetla, byli muži. Svou roli proto začala hrát „jako chlap“.
Sveistrup během natáčení první řady dokonce odmítl hercům odhalit identitu vraha či specifikovat hlavní body směřování děje, včetně Sofie Gråbølové. Herci tak získávali scénář postupně, až těsně před každým dílem filmování. Jedinou definitivní informací se pro ně stal fakt, že vrahem není postava Gråbølové.

## 1. řada
První řadu seriálu Zločin (Forbrydelsen) tvoří 20 dílů s padesátiminutovou stopáží, které sledují policejní vyšetřování od zavraždění mladé ženy 3. listopadu až do uzavření případu 22. listopadu.
Prvních deset epizod mělo premiéru na prvním programu dánské veřejnoprávní televize DR1 každou neděli mezi lednem až polovinou března 2007. Záměr odvysílat zbylých deset dílů až ve stejném kvartálu roku 2008 musel být přehodnocen pro nárůst popularity. Diváci tak druhou polovinu zhlédli od září do poloviny listopadu 2007.

### Děj

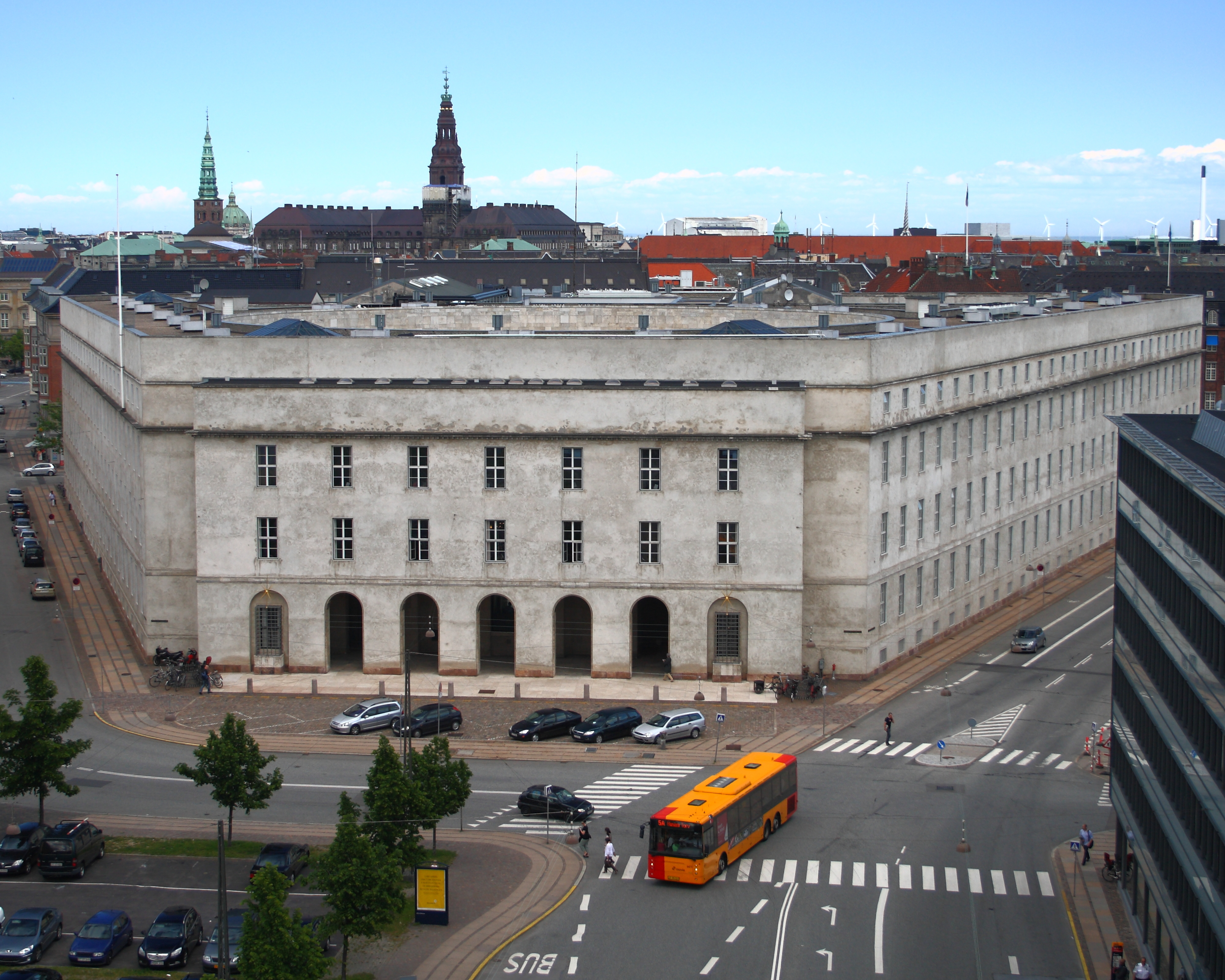
Budova kodaňského policejního ředitelství, Københavns Politigård

Kodaňská komisařka Sarah Lundová je poslední den v práci před stěhováním do Švédska za přítelem, když její plány změní vražda 19leté gymnazistky Nanny Birkové Larsenové, mnohonásobně znásilněné a brutálně mučené. Její tělo bylo objeveno v potopeném autě patřícím volebnímu štábu radního a liberálního kandidáta na starostu Troelse Hartmanna, krátce před samotnými volbami.
Dějem se prolíná politická linka předvolebního boje zneužívajícího vraždy k očernění Hartmanna poté, co byly krevní stopy nalezeny ve stranickém bytě, jenž politik před osudným víkendem také navštívil. Podezřelí jsou nejdříve spolužáci studentky, poté se ve vazbě ocitá Hartman, aby byl nakonec za viníka označen jeho kolega z radnice, vůdce socialistů Jesper Lohmann, jenž udržoval s gymnazistkou mimomanželský vztah. Ten v garáži omráčí komisařku a ve chvíli, kdy na ni míří zbraní, je zastřelen jejím nástupcem ve funkci Janem Meyerem.
Psycholog a partner vyšetřovatelky Bengt Rosling však předpokládá, že pachatel jednal stejně již v minulosti. Lundová při prověřování pohřešovaných dívek narazí na fotografii jedné z nich, která měla na krku stejný řetízek jako Nanna. Ostatky patnáct let zmizelé dívky jsou nalezeny v nádrži zabalené do plachty stěhovací firmy. Při snaze získat další materiál je v opuštěné budově postřelen Meyer, jenž v nemocnici umírá. Kriminalistka se stává podezřelou ze střelby s důsledkem suspenzace a vazby. Přes oficiální uzavření případu pátrá po propuštění na vlastní pěst a dostává se na stopu stěhováka Vagna Skærbæka, zaměstnaného ve firmě otce studentky Theise Birka Larsena, jehož je odvěkým přítelem a fakticky členem rodiny.
Oba kamarádi odjíždějí z rodinné oslavy do lesa, kde byly spáchány vraždy. Policie i Lundová jsou jim v patách. Poté, co Skærbæk zbraní donutí Theise k cestě do lesa, předá mu ji a vypoví celý příběh. Nanna chtěla z domova uprchnout tajně s dětskou láskou – muslimem, čemuž musel rodinný přítel násilně zabránit. K zastřelení však nenašel sílu, a po víkendovém věznění ji tak uložil do kufru auta, které poslal do vody. Otřesený Theis zaměstnance zastřelí.

### Obsazení

#### Hlavní role

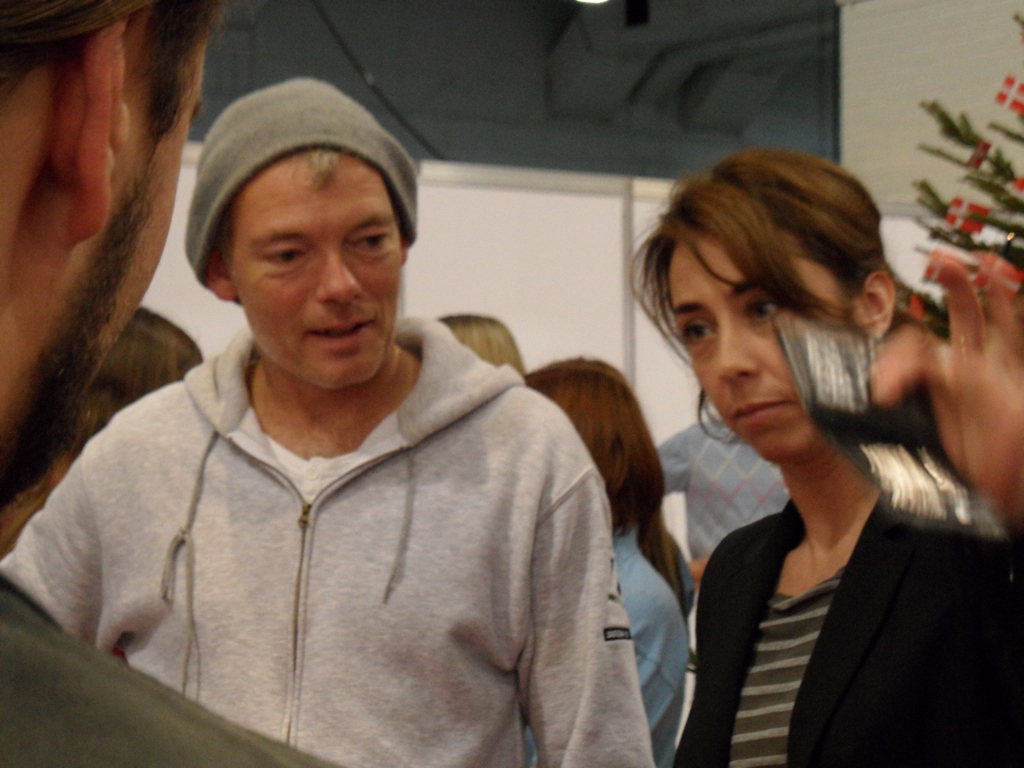
Søren Malling a Sofie Gråbøl, kteří ztvárnili postavy kriminalistů Jana Meyera a Sarah Lundové

| Sofie Gråbøl              | Sarah Lundová, kriminalistka                    |
| Søren Malling             | Jan Meyer, kriminalista                         |
| Bjarne Henriksen          | Theis Birk Larsen, majitel stěhovací firmy      |
| Ann Eleonora Jørgensenová | Pernille Birk Larsenová, manželka Theise        |
| Nicolaj Kopernikus        | Vagn Skærbæk, stěhovák                          |
| Lars Mikkelsen            | Troels Hartmann, radní, kandidát na starostu    |
| Marie Askehaveová         | Rie Skovgaardová, politická poradkyně Hartmanna |
| Bent Mejding              | Poul Bremer, starosta                           |
| Michael Moritzen          | Morten Weber, šéf Hartmannovy kampaně           |

#### Vedlejší role
| Julie Ølgaard             | Nanna Birk Larsenová, gymnazistka, oběť    |
| Kasper Leth Hansen        | Emil Birk Larsen, bratr Nanny              |
| Jonas Leth Hansen         | Anton Birk Larsen, bratr Nanny             |
| Laura Christensenová      | Lisa, kamarádka Nanny                      |
| Cyron Melville            | Oliver Schandorff, bývalý přítel Nanny     |
| Farshad Kholghi           | Rama, středoškolský učitel                 |
| Solbjørg Højfeldtová      | ředitelka gymnázia                         |
| Laura Drasbæková          | Charlotte, sestra Pernilly                 |
| Johan Gry                 | Bengt, přítel Sáry                         |
| Anne Marie Helgerová      | Vibeke, matka Sáry                         |
| Troels II Munk            | Buchard, vrchní komisař (1.–10. díl)       |
| Morten Suurballe          | Lennart Brix, vrchní komisař (11.–20. díl) |
| Ole Boisen                | člen kriminalistického odd.                |
| Peter Gilsfort            | člen kriminalistického odd.                |
| Tina Gylling Mortensenová | Kirsten Ellerová, politička                |
| Jesper Lohmann            | Jens Holck                                 |
| Vibeke Hastrupová         | Liz Gamborgová, advokátka                  |
| Kim Bodnia                | státní zástupce                            |

## 2. řada
Druhá desetidílná řada, Zločin II (Forbrydelsen II), byla natočena dva roky po první sérii. Na scénáři se vedle Sørena Sveistrupa podíleli také Michael W. Horsten a Torleif Hoppe. Premiéra v Dánsku proběhla od 27. září do 29. listopadu 2009. V Norsku byly 57minutové epizody vysílány na programu NRK1 vždy v úterý s jedenáctidenní prodlevou za dánským uvedením. Následovaly premiéry na německém veřejnoprávním kanále ZDF a na podzim 2010 na švédské stanici SVT Ve Spojeném království se, po úspěchu první řady, dostal seriál na obrazovky BBC Four 19. listopadu 2011 a na belgickém stanici Canvas o čtyři dny později. Australská SBS Two zařadila sérii do programového schématu od 21. března 2012.

### Děj
Po vyřešení kauzy Larsenové slouží Lundová u hraniční policie v jihodánském Gedseru. Tam za ní přijíždí kodaňský kriminalista Ulrik Strange, vyslaný šéfinspektorem Lennartem Brixem, aby požádal o pomoc v případu zavražděné armádní poradkyně a obhájkyně Anny Dragsholmové. Ženu nalezli mrtvou v Mindelunden i Ryvangenu, památníku popravených členů dánského odporu během druhé světové války. Po počátečním váhání vytvoří Lundová vyšetřovatelský tým se Strangem. Ministrem vnitra se stává Thomas Buch, jenž tuší, že jeho předchůdce Frode Monberg byl zapleten do objasňování podezření dánských vojáků z vražd civilistů během afghánské mise. Tento případ navíc vykazuje spojitost s úmrtím Dragsholmové.
Poté, co je zavražděn dánský veterán z Afghánistánu, padá hlavní podezření na islamisty, kteří by se mohli mstít za dánskou vojenskou účast. Obě oběti znal Jens Peter Raben, velitel jednotky, jíž se týká podezření ze zavraždění afghánské rodiny. Dlouhodobě je hospitalizován na psychiatrii. S manželkou Louise, dcerou plukovníka Torstena Jarnviga, který stojí v čele kasáren, má malého syna. V Rabenově vyprávění se vyskytuje záhadný důstojník a člen speciálních jednotek přezdívaný „Perk“, který měl být strůjcem vraždění v afghánském domě. Poté, co jsou zabiti další dva členové Rabenovy jednotky, z psychiatrie prchá. Podezření na islámské extremisty se jeví jako zástěrka a Lundová se s kolegou zaměřují na dánské vojáky z kasáren.
Buch s náměstkem Carstenem Ploughem a sekretářkou Karinou Munkovou Jørgensenovu zjišťují další důkazy v zakrývání zločinu. Ministr se však ocitá pod tlakem, neschopen oslabit vládu zveřejněním skutečnosti, a pro potřebu schválit protiteroristický balíček s lidovci, je mu doporučováno držet se islamistické verze vražd. Raben se skrývá v kostele u bývalého vojenského kaplana, jenž naléhá, aby se vydal policii. Poté, co Raben prchá, je Lundovou objeven zavražděný kaplan. Na místě se však stále skrývá pachatel a následná honička končí omráčením kriminalistky, načež ji vrah mohl bezbrannou zastřelit, ale neučinil tak.
Přes protesty vyšetřovatelka požaduje exhumaci vojáka Pera K. Møllera, známého jako „Perk“, jehož identitu po smrti někdo jiný používá. Exhumace potvrdí pravost ostatků. Ve chvíli, kdy Strange s kolegyní dopadnou Rabena, drží podezřelý zbraň a poznává v kriminalistovi „Perka“ z Afghánistánu. Strange jej vyzve k odložení zbraně a když tak nečiní, postřelí ho. Raben dále trvá na své verzi a odpovědnosti Strangeho za masakr na afghánské rodině. Souhlasí také tetování na levé paži, které u Perka předpověděl. Armádní představitelé sdělí, že Strange skutečně sloužil v Afghánistánu, ale vrátil se do vlasti ještě před vražedným incidentem.
Lundová zjišťuje, že má její kolega problém s alibi na dobu vražd vojáků Rabenovy jednotky i advokátky. Přesto s ním letí do Afghánistánu vyslechnout podezřelého chirurga, jenž byl v době vražd doma na dovolené, a který ze smrti bratra – člena Rabenovy jednotky, viní právě jejího velitele. Pár se neplánovaně vydává i do domu údajného masakru a objevuje dánskou munici s kostmi civilistů. Potvrzení zločinu nahrává Buchovi vůči ministru obrany Flemmingu Rossingovi a premiéru Gertu Eriksenovi, snažícímu se o shození případu ze stolu. Po návratu je provedena prohlídka kasáren. Podezření z vyvraždění Rabenovy jednotky padá nově na kapitána Bilala, protitálibánsky orientovaného muslima, v jehož skříňce jsou nalezeny části identifikačních „psích známek“ vojáků na krk, jejichž druhé poloviny byly objeveny u mrtvých. Kapitán unáší Louisu Rabenovou. Ve chvíli, kdy jsou Rabenem a kriminalisty vypátráni, propouští zadržovanou, a páchá sebevraždu odpálením nálože.
Mezi čtyřma očima generál plukovníku Jarnvigovi sděluje, že o Strangem policii zatajil informace. Ve skutečnosti byl tento voják během masakru afghánské rodiny tajně vysazen v dané lokalitě. Po setkání Rabena s manželkou se Strange nabízí k jeho odvozu zpět na psychiatrii. Do auta nasedá i Lundová. Během cesty zastavují u památníku hnutí odporu, kde nalezli Dragsholmovou. Kriminalistka poukazuje na nepravděpodobnost Bilala jako vraha vojáků, přestože právě on byl za něho označen. Strange se při popisu událostí přenášení těla Dragsholmové k památníku podřekne, když zmíní detail známý jen vrahovi. Překvapené Lundové tasí její zbraň u boku a výstřely ji skolí k zemi. Poté volá na stanici, že uprchlý Raben vyšetřovatelku zastřelil a on jej musel zabít. Než proti vojákovi zmáčkne spoušť, je omráčen Lundovou, které neprůstřelná vesta zachránila život. Ta do jeho těla vyprázdní celý zásobník.
Ministrovi Buchovi odhodlanému zveřejnit pravdu o zatajování ze strany premiéra, je za mlčení nabídnuto povýšení do úřadu vicepremiéra.

### Obsazení
| Sofie Gråbøl               | Sarah Lundová, kriminalistka                                 |
| Mikael Birkkjær            | Ulrik Strange, kriminalista                                  |
| Nicolas Bro                | Thomas Buch, ministr vnitra                                  |
| Preben Kristensen          | Carsten Ploug, náměstek ministra vnitra                      |
| Charlotte Guldbergová      | Karina Munk Jørgensenová, sekretářka ministra vnitra         |
| Ken Vedsegaard             | Jens Peter Raben, veterán, velitel jednotky v afghánské misi |
| Stine Prætoriusová         | Louise Rabenová, manželka Jense a dcera Jarnviga             |
| Flemming Enevold           | Torsten Jarnvig, plukovník a velitel kasáren                 |
| Morten Suurballe           | Lennart Brix, vrchní komisař                                 |
| Ramadan Huseini            | Abdel Hussein Kodmani, knihkupec                             |
| Nicolai Dahl Hamilton      | Allan Myg Poulsen                                            |
| Sarah Gottliebová          | Anne Dragsholmová, právnička                                 |
| Finn Nielsen               | Arild, generál                                               |
| Benedikte Hansenová        | Birgitte Aggerová, lídryně opozice na ministerstvu           |
| Carsten Bjørnlund          | Christian Søgaard, major                                     |
| Hanne Hedelundová          | Connie Vemmerová, novinářka                                  |
| Johan Philip Asbæk         | David Grüner, bývalý voják v Afghánistánu                    |
| Jens Jacob Tychsen         | Erling Krabbe, šéf lidovců                                   |
| Søren Pilmark              | Erik König, šéf dánské tajné služby (PET)                    |
| Ole Lemmeke                | Flemming Rossing, ministr obrany                             |
| Mads Wille                 | Frederik Holst, vojenský lékař                               |
| Niels Anders Thorn         | Frode Monberg, bývalý ministr spravedlnosti                  |
| Kurt Ravn                  | Gert Grue Eriksen, premiér                                   |
| Lars Sidenius              | Gunnar „Præst“ Torpe, kněz                                   |
| Janus Nabil Bakrawi        | Kahn, ministr vnitra                                         |
| Lotte Munková Fureová      | Lisbet Thomsenová, bývalá vojačka v Afghánistánu             |
| Igor Radosavljevic         | Said Bilal, kapitán v kasárnách                              |
| Alexandre Willaume-Jantzen | Stig Dragsholm, advokát                                      |
| Anne Sofie Byderová        | Toftová, konzultantka                                        |
| Søren Poppel               | Torben Skaaning, poručík                                     |
| Lotte Andersenová          | Ruth Hedebyová, zástupkyně policejního ředitele              |

## 3. řada
Závěrečná třetí desetidílná řada, Zločin III (Forbrydelsen III), měla dánskou premiéru od 23. září do 25. listopadu 2012. Vlastní natáčení začalo 15. srpna 2011. Na norském kanále NRK1 dosáhla sledovanost úvodního dílu, odvysílaného 8. října 2012, výše 436 000 diváků. Ve Spojeném království pak první z epizod s 58minutovou stopáží zhlédlo na BBC Four 1,04 milionu diváků ve večerním programu 17. listopadu 2012.

### Děj
Sara Lundová vyšetřuje s nastupujícím mladým kolegou Asbjørnem Junckerem zabití lotyšského námořníka Victora Macijevske v doku, jehož tělo drapák rozčtvrtil na sedm dílů. Po průkazu vraždy jsou zbylí dva členové posádky Medey, lodi kotvící u kodaňských břehů, nalezeni mrtví na palubě. Devítiletá dcera Emilie rejdařského magnáta Robert Zeuthena je unesena. Macijevski několik týdnů předtím chtěl u kodaňského žalobce Petera Schultze upravit svědectví v případu útěku a sebevraždy Jelbyové. Vraždy vyšetřuje i agent dánské tajné služby Politiets Efterretningstjeneste (PET) Asbjørn Juncker, který měl s Lundovou během studií poměr. Ta má po 25 letech přislíbené nové místo v kontrolním oddělení policie.
Únos dcery rejdaře proběhl několik dní před parlamentními volbami. Zeuthenovo rejdařství Zeeland podporuje vládu premiéra Kristiana Kampera, ale v době ekonomické krize zvažuje přesun do daňově výjhodnějších zemí. Ukazuje se, že únosci nejde o peníze, když si nepřevezme 10 milionů korun. Místo toho před zrakem Lundové oběsí žalobce v průčelí soudní budovy. Motivem je spojitost s Louise Jelbyovou, 13letou dívkou vyrůstající u opatrovníků v Západním Jutsku, která se ztratila při cestě ze školy a byla nalezena mrtvá. Oficiální verze zněla sebevražda. Vyšetřování odhalí, že došlo ke zfalšování pitevní zprávy i žalobcova tlaku na zametení stop a uzavření případu. Objevuje se původní protokol s dokladem násilí a sexuálního zneužití. Ani druhá nabídka 100 milionů korun není únoscem vyslyšena. Naopak patoložka, která zprávu zfalšovala je zavražděna. Stopy ovlivňování vedou až k ministru spravedlnosti Mogensi Rankovi, příteli Zeuthenova otce.
 Poslední nabídka zní, výměna otce za dceru. Pachatel si zjevně spojuje vraždu Louise s rodinou Zeuthenů. Z mostu, kde k předávce mělo dojít, kriminalistka s rejdařem sledují člun, z něhož je vyhozeno a prostřeleno domnělé tělo Emilie v pytli.
Pátrání se zaměřuje i na starší vraždu Louisy. V den zmizení byla viděna, jak nasedá do černé limuzíny. Na místě nálezu těla je Borch postřelen únoscem a sám utží zranění kulkou Lundové. Krevní stopy prokazují, že se jedná o otce Jelbyové. Záliba školáka v zapisování autoznaček pomůže policii zjistit, že v den únosu 13leté dívky projíždělo obcí auto Ussinga, vůdce opozice. Ten má ovšem alibi, když hrál v casinu. Mezi 12 čísly je i premiérova limuzína. Postupně vychází najevo, že ji vzal jeho 17letý již mrtvý syn, což mu premiérův bratr a jeho volební manažer Stoffer zatajil. Data z GPS však poskytují alibi. Lundová zobdrží od únosce Emilie nápovědu, že jedna značka po vytržení stránky chybí. Tužka se však vryla do další strany a přes záměnu písmen „s“ a „z“, je odhaleno auto věrného pobočníka Zeuthena a jeho pravé ruky Nielse Reinhardta. Ten vede celosvětovou nadaci Zeelandu na pomoc dětem, díky níž získala osiřelá Louise náhradní rodiče. Dívku znal, což prokážou společné fotografie.
Policie objevuje doupě únosce Emilie a po jeho počítačovém průniku do rejdařství usuzuje, že v něm pracoval jako inženýr. Lundová se v domě Reinhardta dožaduje dalších materiálů, když v dané chvíli do sídla proniká i únosce. Reinhardt uniká smrti díky zásahu kriminalistky. Chycený biologický otec Louisy nakonec vyzrazuje místo, kde by měla být malá dívka držena. Policie s ním spěchá do norského fjordu, protože v podtlakové nádrži má Emilie omezené množství vzduchu. Zeuthen s Reinhardtem jsou jim v patách. Na místě zjišťují, že to byla léčka. Při incidentu je únosce zastřelen norským policistou. Lundové, která se zavázala dopadnout vraha jeho dcery, však stačí říci název lodi Medea, v jejíchž útrobách je živá Emilie nalezena.
Premiér Kamper zjišťuje, že za skokem pod vlak jeho syna nemusely stát deprese. Jednalo se o nehodu, když před někým na kolejišti utíkal. Objevený flash disk v jeho kšiltovce odhaluje fotografie, které nasnímal při výletu otcovou limuzínou v den zmizení Louisy, když zachytil schůzku Reinhardta s poradkyní premiéra Karen Nebelovou. Klíčový je snímek, na němž Reinhardt nakládá kolo Louisy do kufru a odváží ji pryč.
Lundová s Borchem míří z Norska domů za využití aerotaxi objednaného Reinhardtem. Ten s kriminalistkou osiří v autě. Ona ví, že je vrah a že nemusel vraždit poprvé. Naléhá na něj, ať se přizná. Sebejistý a povýšený muž si je však vědom, že za hrází právní mašinérie je nepostižitelný. Vnitřní průchod emocí vede Lundovou k prostřelení Reinhardtova spánku. Borch, jenž plánoval odejít od rodiny, aby už nikdy vyšetřovatelku neztratil, vymýšlí krizový plán. Lundová tak v aerotaxi míří do Reykjavíku a odtud dál do Jižní Ameriky. Vyšetřoval PETu připravuje historku o incidentu na letišti a doufá, že se se svou láskou ještě setká.

### Obsazení
| Sofie Gråbøl           | Sarah Lundová, kriminalistka                               |
| Morten Suurballe       | Lennart Brix, vrchní komisař                               |
| Nikolaj Lie Kaas       | Mathias Borch, agent tajné služby (PET)                    |
| Olaf Heine Johannessen | Kristian Kamper, premiér                                   |
| Trine Pallesenová      | Karen Nebelová, spin doktorka premiéra                     |
| Sigurd Holmen le Dous  | Asbjørn Juncker, začínající kriminalista                   |
| Anders W. Berthelsen   | Robert Zeuthen, majitel rejdařství Zeeland, otec Emilie    |
| Helle Fagralidová      | Maja Zeuthenová, lékařka, exmanželka Roberta, matka Emilie |
| Stig Hoffmeyer         | Niels Jon Reinhardt, osobní tajemník Roberta               |
| Jonatan Spang          | Kristoffer Kamper, bratr premiéra a šéf volební kampaně    |
| Thomas W. Gabrielsson  | Loke Rantzau Poulsen, řidič                                |
| Henrik Birch           | Anders Ussing, kandidát na premiéra                        |
| Jacob Lohmann          | Dyhring, šéf tajné služby (PET)                            |
| Tammi Østová           | Birgit Eggertová, ministryně financí                       |
| Søren Sætter-Lassen    | Mogens Rank, ministr spravedlnosti                         |
| Lotte Andersenová      | Ruth Hedebyová, zástupkyně policejního ředitele            |
| Peter Mygind           | Tage Steiner, zástupce prokurátora                         |

## Řady a díly
| Řada | Díly | Premiéra v Dánsku | Premiéra v Dánsku  | Premiéra v ČR | Premiéra v ČR     |
| Řada | Díly | První díl         | Poslední díl       | První díl     | Poslední díl      |
| ---- | ---- | ----------------- | ------------------ | ------------- | ----------------- |
| 1    | 20   | 7. ledna 2007     | 29. listopadu 2007 | 6. ledna 2013 | 19. května 2013   |
| 2    | 10   | 27. září 2009     | 29. listopadu 2009 | 5. září 2013  | 7. listopadu 2013 |
| 3    | 10   | 23. září 2012     | 25. listopadu 2012 | 5. září 2014  | 7. listopadu 2014 |

## Vysílání
Více než 120 států zakoupilo práva na odvysílání prvních dvou řad Zločinu.
| Výběr států vysílajících 1. řadu | Výběr států vysílajících 1. řadu | Výběr států vysílajících 1. řadu | Výběr států vysílajících 1. řadu        |
| Rok                              | stát                             | stanice                          | místní název                            |
| -------------------------------- | -------------------------------- | -------------------------------- | --------------------------------------- |
| 2007                             | Norsko                           | NRK1                             | Forbrytelsen                            |
| 2007                             | Finsko                           | Yle Fem AVA                      | Rikos Brottet                           |
| 2007                             | Faerské ostrovy                  | SvF                              | Brotsgerðin                             |
| 2008                             | Švédsko                          | SVT1                             | Brottet                                 |
| 2008                             | Island                           | RÚV                              |                                         |
| 2008                             | Německo                          | ZDF                              | Kommissarin Lund: Das Verbrechen        |
| 2009                             | Rakousko                         | ORF                              | Kommissarin Lund: Das Verbrechen        |
| 2010 2012                        | Belgie Francie Německo           | ARTE                             | The Killing                             |
| 2010                             | Austrálie                        | SBS One                          | The Killing                             |
| 2010                             | Belgie                           | Canvas                           | [ 34 ]                                  |
| 2011                             | Spojené království               | BBC Four                         | The Killing                             |
| 2011                             | Rusko                            | První kanál                      | Убийство                                |
| 2011                             | Španělsko                        | AXN                              | The Killing: Crónica de un asesinato    |
| 2011                             | Portugalsko                      | AXN Black                        | The Killing: Crónica de um assassinato  |
| 2011                             | Polsko                           | Ale Kino+                        | The Killing                             |
| 2012                             | Japonsko                         | Super! drama TV                  | The Killing                             |
| 2012                             | Brazílie                         | Globosat HD                      | The Killing: História de Um Assassinato |
| 2012                             | Nizozemsko                       | Nederland 2 / KRO                | The Killing                             |
| 2012                             | Maďarsko                         |                                  |                                         |
| 2012                             | Nový Zéland                      | SoHo TV                          | Forbrydelsen                            |
| 2012                             | Itálie                           | RAI4                             | Killing                                 |
| 2012                             | Chorvatsko                       | HRT3                             | Ubojstvo                                |
| 2013                             | Estonsko                         | ETV                              | Kuritegu                                |
| 2013                             | Česko                            | ČT2                              | Zločin                                  |
| 2013                             | Řecko                            | Mega Channel                     | The Killing                             |
| 2013                             | Turecko                          | Dizimax Vice                     | Forbrydelsen                            |
| 2013                             | Srbsko                           | RTS 1                            | Ubistvo                                 |
| 2013                             | Čínská Tchaj-pej                 | PTS                              | The Killing                             |
| 2013                             | Latinská Amerika                 | AXN Central & South America      | The Killing: Crónica de un asesinato    |
| 2013                             | Irsko                            | TG4                              | The Killing                             |
| 2014                             | Írán Afghánistán Tádžikistán     | BBC Persian                      | Ghatl dar Kopenhag                      |
| 2015                             | Slovinsko                        | TV3 Medias                       | Investigation                           |

## Remaky

### AmerickýThe Killing
Namísto vysílání původního dánského seriálu se společnost Fox Television Studios rozhodla pro americký trh vyprodukovat remake nazvaný The Killing, jenž odvysílala komerční kabelová televizi AMC, s premiérou 3. dubna 2011. Po proběhnutí dvou řad došlo 27. července 2012 ke zrušení projektu. Dne 8. listopadu téhož roku však bylo oznámeno, že Fox Television Studios vede závěrečná jednání s poskytovatelem streamovaných médií Netflixem o natočení třetí řady. Stanice AMC, jež původně s pokračováním nepočítala, se stala také součástí dohody. Ta jí zaručovala výsadní práva na premiérové uvedení nových dílů ještě před vysíláním v síti Netflixu výměnou za to, že se s ním bude podílet na všech dalších produkčních nákladech. Čtvrtá, šestidílná série pak byla produkována a odvysílána sítí Netflix.
Představitelka hlavní role původní verze Sofie Gråbølová v rozhovoru pořadu Woman's Hour z 8. dubna 2011 pro rozhlasovou stanici BBC Radio 4 sdělila, že americký remake byl nevyhnutelný, protože Američané „z nějakého důvodu nečtou titulky, nebo se jim prostě nechce“. Sama si v remaku zahrála malou postavu v jedné z epizod.

### TureckýCinayet
Společnosti Adam Film a Akbel Film se podílely na vzniku tureckého remaku Cinayet (Vražda), produkovaném tureckou stanicí Kanal D. Seriál měl premiéru 7. ledna 2014. Ačkoli bylo původně objednáno 13 dílů, ke zrušení projektu došlo po odvysílání pěti z nich.

## Knižní zpracování
Nakladatelství Macmillan vydalo knižně zpracovanou první řadu seriálu v roce 2012 pod názvem The Killing: Book One. V lednu 2013 následovalo uvolnění knihy The Killing: Book Two na motivy druhé série a závěrečný díl vyšel pod názvem The Killing: Book Three v únoru 2014. Autorem trilogie se stal britský spisovatel David Hewson.

## Ocenění
Od svého prvního uvedení v roce 2007 byl seriál Zločin oceněn výročními cenami profesních organizací a televizních festivalech napříč zeměmi.
Ve Spojeném království obdržela první řada Cenu BAFTA pro rok 2011 v kategorii nejlepší zahraniční seriál. Nominaci Ceny publika neproměnila, když zvítězila reality show Jedině v Essexu.
| Výběr ocenění a nominací | Výběr ocenění a nominací                                                                    | Výběr ocenění a nominací                              | Výběr ocenění a nominací  | Výběr ocenění a nominací | Výběr ocenění a nominací |
| Rok                      | cena                                                                                        | kategorie                                             | příjemce                  | výsledek                 |                          |
| ------------------------ | ------------------------------------------------------------------------------------------- | ----------------------------------------------------- | ------------------------- | ------------------------ | ------------------------ |
| 2008                     | Mezinárodní Emmy (International Emmy Awards)                                                | nejlepší dramatický seriál                            | Zločin                    | nominace                 |                          |
| 2008                     | Mezinárodní Emmy (International Emmy Awards)                                                | nejlepší výkon herečky                                | Sofie Gråbøl              | nominace                 |                          |
| 2010                     | Mezinárodní televizní festival v Monte Carlu (Festival de télévision de Monte-Carlo)        | vynikající mezinárodní producent dramatického seriálu | Piv Bernth                | nominace                 |                          |
| 2010                     | Mezinárodní televizní festival v Monte Carlu (Festival de télévision de Monte-Carlo)        | vynikající evropský producent dramatického seriálu    | Piv Bernth                | vítězství                |                          |
| 2010                     | Mezinárodní televizní festival v Monte Carlu (Festival de télévision de Monte-Carlo)        | vynikající herec v dramatickém seriálu                | Nicolas Bro               | nominace                 |                          |
| 2010                     | Mezinárodní televizní festival v Monte Carlu (Festival de télévision de Monte-Carlo)        | vynikající herečka v dramatickém seriálu              | Sofie Gråbøl              | nominace                 |                          |
| 2010                     | Mezinárodní Emmy (International Emmy Awards)                                                | nejlepší dramatický seriál                            | Zločin II                 | nominace                 |                          |
| 2011                     | Televizní ceny BAFTA (British Academy Television Craft Awards)                              | nejlepší mezinárodní televizní seriál                 | Zločin                    | vítězství                |                          |
| 2011                     | Televizní ceny BAFTA (British Academy Television Craft Awards)                              | Cena publika                                          | Zločin                    | nominace                 |                          |
| 2011                     | Ceny kriminálního thrilleru (Crime Thriller Awards UK)                                      | nejlepší mezinárodní televizní seriál                 | Zločin                    | vítězství                |                          |
| 2011                     | Ceny kriminálního thrilleru (Crime Thriller Awards UK)                                      | nejlepší herec                                        | Lars Mikkelsen            | nominace                 |                          |
| 2011                     | Ceny kriminálního thrilleru (Crime Thriller Awards UK)                                      | nejlepší herečka                                      | Sofie Gråbøl              | vítězství                |                          |
| 2011                     | Ceny kriminálního thrilleru (Crime Thriller Awards UK)                                      | nejlepší herec ve vedlejší roli                       | Bjarne Henriksen          | nominace                 |                          |
| 2011                     | Ceny kriminálního thrilleru (Crime Thriller Awards UK)                                      | nejlepší herec ve vedlejší roli                       | Søren Malling             | nominace                 |                          |
| 2011                     | Ceny kriminálního thrilleru (Crime Thriller Awards UK)                                      | nejlepší herečka ve vedlejší roli                     | Ann Eleonora Jørgensenová | vítězství                |                          |
| 2012                     | Programové ceny Královské televizní společnosti (Royal Television Society Programme Awards) | mezinárodní cena                                      | Zločin                    | nominace                 |                          |
| 2012                     | Televizní ceny BAFTA                                                                        | nejlepší mezinárodní TV seriál                        | Zločin II                 | nominace                 |                          |
| 2012                     | Ceny kriminálního thrilleru                                                                 | nejlepší mezinárodní televizní seriál                 | Zločin II                 | nominace                 |                          |
| 2012                     | Ceny kriminálního thrilleru                                                                 | nejlepší herečka                                      | Sofie Gråbøl              | nominace                 |                          |
| 2013                     | Mezinárodní televizní festival v Monte Carlu                                                | vynikající evropský dramatický televizní seriál       | Zločin III                | nominace                 |                          |
| 2013                     | Mezinárodní televizní festival v Monte Carlu                                                | vynikající herečka v dramatickém seriálu              | Sofie Gråbøl              | vítězství                |                          |
| 2013                     | Ceny kriminálního thrilleru                                                                 | nejlepší mezinárodní televizní seriál                 | Zločin III                | vítězství                |                          |
| 2013                     | Ceny kriminálního thrilleru                                                                 | nejlepší herečka                                      | Sofie Gråbøl              | nominace                 |                          |